# Alejandro Rodríguez
Alejandro Rodríguez, vollständiger Name Alejandro Javier Rodríguez Morales, (* 9. Juli 1986 in Pando) ist ein ehemaliger uruguayischer Fußballspieler.

## Karriere

### Verein
Der 1,86 Meter große Defensivakteur Rodríguez spielte zunächst von 2007 bis 2008 bei Nacional Montevideo. Sodann stand er 2008 bei den Rampla Juniors unter Vertrag. 2009 erneut in Reihen Nacionals stehend, kam er dort in zwei Partien der Copa Libertadores zum Einsatz. Im August 2009 wurde er wieder an die Rampla Juniors verliehen. 2010 bis 2011 spielte er für Plaza Colonia. Anschließend war er von Februar 2011 bis Mitte 2011 unter Trainer Julián Trujillo für Deportivo Malacateco, nach anderen Quellen für Deportivo Marquense, in Guatemala aktiv. In der Spielzeit 2011/12 absolvierte er 14 Spiele in der Primera División für El Tanque Sisley. Im Juli 2012 wechselte er von dort nach Paraguay zum Club Guaraní, für den er 2012 ein Ligaspiel bestritt. Im September 2013 schloss Rodríguez sich ein weiteres Mal den Rampla Juniors an und absolvierte für die Montevideaner insgesamt 17 Zweitligaspiele, bei denen er ein tor erzielte. Anschließend wechselte er 2014 zum Manta FC. Für die Ecuadorianer lief er 19-mal (kein Tor) in der Primera A auf. Anfang Februar 2015 verließ er den Olmedo und setzte seine Karriere abermals bei den Rampla Juniors fort. Bei den Montevideanern wurde er in der Spielzeit 2014/15 13-mal in der Primera División eingesetzt und schoss ein Tor. Sein Verein stieg am Saisonende ab. Anschließend wechselte er Mitte Juli 2015 zu Ermis Aradippou, kehrte aber bereits nach wenigen Wochen in die uruguayische Heimat zurück und schloss sich Anfang September 2015 dem Club Sportivo Cerrito an. Seit Ende Januar 2016 steht er beim Erstligisten Plaza Colonia unter Vertrag. In der Clausura 2016 wurde er dort viermal (kein Tor) in der Liga eingesetzt. Im August 2016 wechselte er zum Club Atlético Torque. 2017 bis 2018 war er bei Club Sportivo Cerrito.

### Nationalmannschaft
Rodríguez nahm mit der seinerzeit von Trainer Cristóbal Maldonado betreuten uruguayischen U-17-Auswahl an der U-17-Südamerikameisterschaft 2003 teil.